# Scopula acutangula
Scopula acutangula är en fjärilsart som beskrevs av Swinhoe 1909. Scopula acutangula ingår i släktet Scopula och familjen mätare. Inga underarter finns listade.